# شپرد انگلیسی
شپرد انگلیسی (به انگلیسی: English Shepherd dog)، نام یکی از نژادهای سگ است که خاستگاه آن به انگلستان بازمی‌گردد.